# Rio Caracol
Le rio Caracol (la « rivière Escargot ») est un cours d'eau brésilien de l'État du Rio Grande do Sul. 
C'est un affluent de la rive gauche du rio Caí.